# جزيرة إيزابيلا
جزيرة إيزابيلا في الإسبانية والإنجليزية أيضا، وتسمى أيضا جزيرة البامارل في الإسبانية والإنجليزية وهي جزيرة تقع في جزر أرخبيل غالاباغوس في الإكوادور.
- جزيرة ايزابيلا هي أكبر جزيرة في أرخبيل جزر غالاباغوس مع مئات من الكيلومترات الطويلة. لها ستة براكين، وجبل وولف هو الأكبر بطوله 1.710 م وتبلغ مساحتها الكلية 4.640 كم2.ويبلغ عمرها حوالي مليون سنة تقريبا وتم تشكيل الجزيرة باندماج 6 براكن نشطة : ألسيدو، سيرو أزول، داروين، وإكوادور، سييرا نيغرا، وولف، باستثناء بركان الأكوادور فكلها نشطة مما يجعلها واحدة من الأماكن الأكثر نشاطا بركانيا على الأرض. وإثنين من البراكين هما بركان وولف وبركان الإكوادور تقع مباشرة على خط الاستواء.

## الحياة البرية
- ولعل مايثر الاهتمام في الجزيرة أيضا في النباتات والحيوانات، بحيث الجزيرة لا تتبع نظام نباتي منوع كالجزر الأخرى، بحيث أن حقول الحمم جديدة والتربة المحيطة بالبراكين بها لم تطور ما يكفي من المواد الغذائية اللازمة لدعم المناطق المتنوعة، آخر اختلاف واضح يحدث على بركان وولف وسيرو أزول، وهذه البراكين العلوية فوق الغطاء السحابي وهي قاحلة في القمة.
- جزيرة إيزابيلا هي الأخرى غنية بالحياة البرية والحيوانية، فإيزابيلا هي موطن لأكثر السلاحف البرية من جميع الجزر الأخرى.فحجم جزيرة إيزابيلا الكبيرة والتضاريس البارزة تنشئ حواجز للسلاحف البطيئة الحركة، وكذلك لأن الحيوانات غير قادرة على تجاوز الحمم البركانية وغيرها من العوائق.
- وتشمل الأنواع الأخرى نلاحظ البطريق وإغوانة البحرية والأطيش والبجع وإغوانة غالاباغوس وعصافير داروين وصقر غالاباغوس وحمامة غالاباغوس.

## المدن
- وتعتبر الجزيرة ثالث مستوطنة في الأرخبيل بمدينة بورتو فيلاميل في الطرف الجنوبي الشرقي من الجزيرة.وتوجد نقطتان تجذبان السياح هما إلميرو دو لاس لاجريماس (جدار بناه السجناء عندما قضوا العقوبات في الجزر المستعمرة) وبحيرة النحام الوردي وكلاهما في جنوب الجزيرة.

## صور

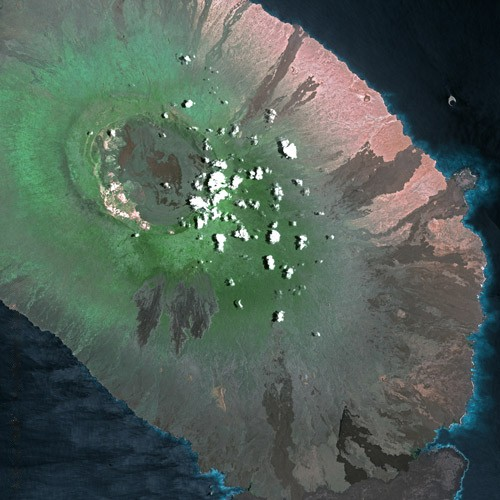
جزيرة إيزابيلا كما يرى من القمر الصناعي سبوت.
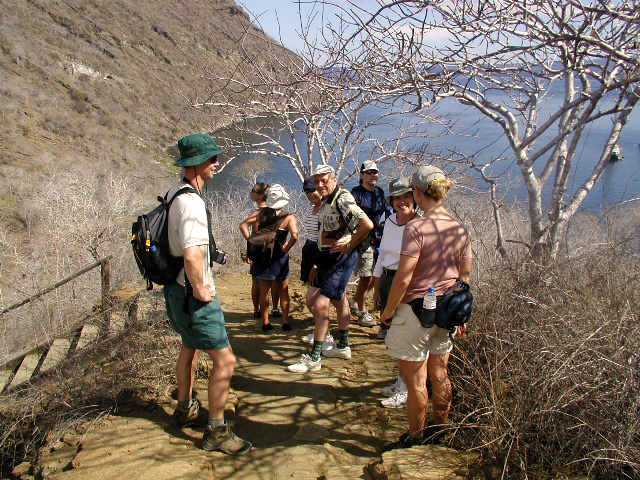
المشي لمسافات طويلة حتى كوف التاجة
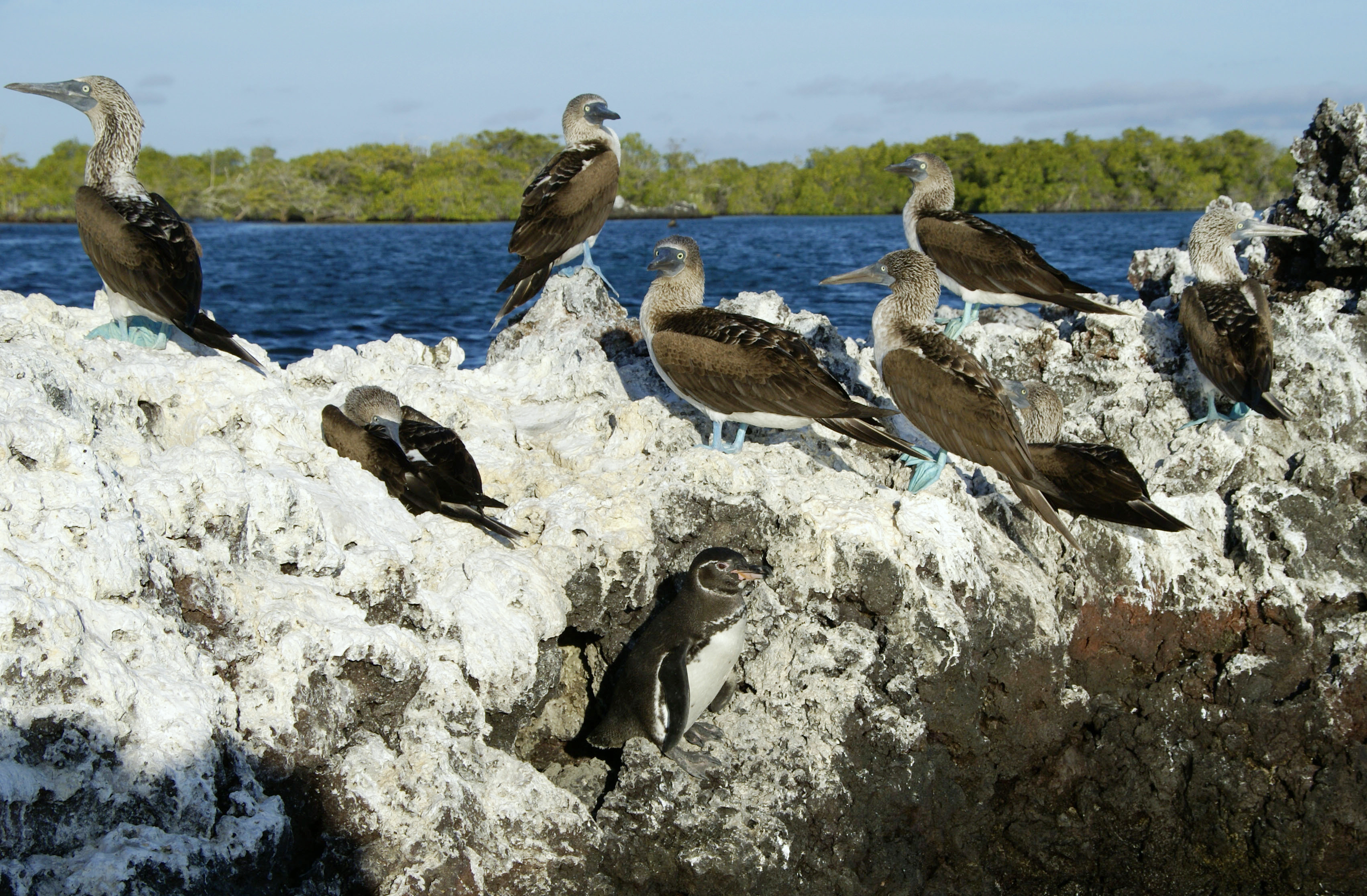
الأطيش أزرق القدمين وبطريق غالاباغوس في خليج إليزابيث، إيزابيلا.